# Maximilian Harden
Maximilian Harden (Berlín, 20 de octubre de 1861 - Montana Vermala, Valais, Suiza, 30 de octubre de 1927); originariamente Felix Ernst Witkowski; pseudónimo Apostata) fue un influyente publicista, crítico, actor y periodista alemán.

## Vida
Harden era hijo del empresario judío de la industria de la seda Arnold Witkowski y de su esposa Ernestine. Su hermano era el influyente banquero y político Richard Witting. Por presión de su padre debió abandonar a los doce años su educación en el “Gymnasium” francés. En 1874 estudió interpretación teatral y formó parte de un grupo itinerante de cómicos que se desplazaba por distintos lugares de Alemania.
En 1878 se convirtió al protestantismo. 
Harden formó parte de Gesellschaft der Zwanglosen (“Sociedad de los libres”), fundada en 1880, a la que pertenecieron, entre otros, Fritz Mauthner, Max Halbe, Otto Brahm, Otto Erich Hartleben y Gerhart Hauptmann.
Desde 1884 escribió críticas de teatro en numerosos periódicos. Además, bajo el pseudónimo Apostata  publicó en la revista “Die Gegenwart” artículos sobre temas políticos. Otros periódicos en los que publicó fueron “Die Nation” y “Berliner Tageblatt” en el que colaboró con Theodor Wolf.
En 1889 fue uno de los fundadores del círculo teatral “Freie Bühne” de Berlín y reorganizó en los siguientes años el “Deutsche Theater” de esta ciudad en colaboración con Max Reinhardt.
En 1892 fundó Harden la revista semanal “Die Zukunft” (“El futuro”), en la que publicó numerosos ensayos sobre política y arte. En un principio era monárquico y partidario de Otto von Bismarck, pero más tarde le decepcionó el nuevo régimen de Guillermo II y especialmente la “Kamarilla der Kinäden” (como la llamó Bismarck).
En el plano artístico se vio envuelto en una serie de controversias con otros críticos como Gerhart Hauptmann y Hermann Sudermann.
Ocupó un puesto elevado en el círculo literario de Friedrichshagen. En el número primero de su revista publicó el manifiesto de Ola Hansson y Laura Marholm en apoyo de August Strindberg. Éste necesitaba 1.000 marcos para poder mudarse a Friedrichshagen, lo que fue el motivo de posteriores desavenencias entre Strindberg y Marholm.
Desde 1906 Harden atacó en una serie de artículos el “Entourage” (“séquito”), como llamaba al régimen personalista del Kaiser. La revelación -enviada presuntamente por Bismarck a Harden junto a una botella de vino- de que un íntimo amigo y consejero del Kaiser, Philipp zu Eulenburg-Hertefelds, era homosexual y había cometido perjurio, le condujo a una agria polémica. Estos artículos provocaron tres procesos contra Eulenburg, que causaron sensación y que, a pesar de la absolución, dañaron la reputación de la casa imperial y sirvieron al abogado de Harden Max Bernstein para mostrar a la opinión pública la no independencia de la justicia prusiana. Similar conmoción causó el proceso de Kuno Conde de Moltke contra Harden, en el que Harden expuso al público lo privado del Conde. Karl Kraus, el más importante publicista de su tiempo, quien en otro tiempo fuera partidario de Harden, ajustó cuentas con él en 1907 con el panfleto Maximilian Harden. Un expediente.
En la I Guerra Mundial se posicionó al principio por una paz victoriosa (“Siegfriede”). Sin embargo, poco a poco relativizó su posición pasando a ser un crítico de la política belicista (“Kriegspolitik”). En 1918 se le otorgó el premio Strindberg por su conjunto de ensayos Krieg und Frieden (“Guerra y paz”). En el transcurso de la revolución después de 1918, Harden tomó posiciones socialistas. En 1919 se casó con Selma Aaron, su compañera de largo tiempo. Cuando en Alemania era general la indignación contra las condiciones de la paz del Tratado de Versalles Harden perteneció a esa minoría convencida de la culpabilidad de Alemania en el estallido de la guerra. Harden tenía cada vez menos lectores favorables. Con un menguante número de abonados a “Die Zukunft” su influencia fue decreciendo.
Pocos días después del asesinato de su antiguo amigo Walter Rathenau, el 3 de julio de 1922 unos secuaces del Freikorps (“cuerpo franco”) atentaron contra Harden delante de su casa en Berlín-Grunewald, ocasionándole graves heridas en la cabeza. Kurt Tucholsky escribió en “Die Weltbühne” (“El escenario del mundo”), entre otros medios de comunicación, que quienes perpetraron el atentado fueron demasiado indulgentes con Harden. En consecuencia, Harden interrumpió la publicación de “Die Zukunft”. El 30 de septiembre de 1922, 30 años después de su fundación, salió el último número.
En 1923 Harden se mudó a Suiza. El 30 de octubre de 1927 falleció en Montana Vermala, en el cantón del Valais.

## Obras
- Die Zukunft (“El futuro”), revista semanal aparecida entre 1892 y 1922
- Literatur und Theater, 1896. (“Literatura y teatro”)
- Köpfe, 1910. (“Cabezas”)
- Krieg und Frieden, 1918. (“Guerra y paz”)
- Von Versailles nach Versailles, Avalun-Verlag, Hellerau bei Dresden 1927. (“De Versalles a Versalles”), autobiografía.
- Maximilian Harden. Porträts und Aufsätze, Reclam, Leipzig 1990.(“Maximilian Harden. Retratos y ensayos”)

Correspondencia y entrevistas
- Briefwechsel 1897–1920. Maximilian Harden, Walther Rathenau. Mit einer einleitenden Studie hrsg. von Hans Dieter Hellige. G. Müller, Múnich; Schneider, Heidelberg 1983. (“Correspondencia 1897-1920. Maximilian Harden, Walther Rathenau". Con un estudio introductorio de Hans Dieter Hellige")
- Frank Wedekind, Thomas Mann, Heinrich Mann – Briefwechsel mit Maximilian Harden. Hrsg., kommentiert und mit einem einleitenden Essay von Ariane Martin. Verlag Häusser, Darmstadt 1996. ("Frank Wedekind, Thomas Mann, Heinrich Mann – Correspondencia con Maximilian Harden". Comentado y con un ensayo introductorio de Ariane Martin). ISBN 3-89552-036-5
- M. H. im Interview in: Hermann Bahr; Hermann Greive (Hg): Der Antisemitismus. Ein internationales Interview. Jüdischer, Königstein 1979 (1ª edic. 1894, reedic. 2005). ("M.H. entrevistado en: Hermann Bahr; Hermann Greive (Ed.): "El antisemitismo. una entrevista internacional"). ISBN 3761080433 págs. 33–38

## Obras sobre Harden
- Sabine Armbrecht: Verkannte Liebe. Maximilian Hardens Haltung zu Deutschtum und Judentum. BIS-Vlg., Oldenburgo 1999 (Reihe: Oldenburgische Beiträge zu jüdischen Studien, 3). ISBN 3-8142-0653-3. (“Amores incomprendidos. Actitud de Maximilian Harden sobre la germanidad y la judeidad”, "Serie: Contribuciones oldenburguesas a los estudios judíos, 3").
- Hugo Friedländer: Interessante Kriminalprozesse. Ein Pitaval des Kaiserreichs. CD-Rom, Serie Biblioteca Digital 51, Directmedia Publishing. ("Procesos criminales interesantes. Procesos judiciales contra el Imperio").
- Peter Jungblut: Famose Kerle. Eulenburg – Eine wilhelminische Affäre. MännerschwarmSkript Verlag, Hamburgo, 2003. ISBN 3-935596-21-9.("Famosos gañanes. Eulenburg – Un “affaire” guillermino").
- Helga Neumann, Manfred Neumann: Maximilian Harden: (1861–1927). Ein unerschrockener deutsch-jüdischer Kritiker und Publizist. Königshausen und Neumann, Wurzburgo, 2003. ("Maximilian Harden: (1861–1927). Un intrépido crítico y publicista judío-alemán").
- Hedwig Pringsheim: Meine Manns: Briefe an Maximilian Harden 1900-1922. Berlín, 2006, ISBN 3-746-62433-9. ("Mi hombre: cartas a Maximilian Harden 1900-1922").
- Oliver Hilmes: Cosimas Kinder. Triumph und Tragödie der Wagner-Dynastie. Siedler Verlag, München 2009, ISBN 978-3-88680-899-1. ("Hijos de Cosima. Triunfo y tragedia de la dinastía Wagner").